# عمرو بن المنذر
عمرو بن المنذر بن امرئ القيس بن النعمان اللخمي المشهور بـ (عمرو بن هند)، الملقب بـ«مُضَرِّط الحجارة» أو «المحرق الثاني» (554 م - 569 م) سمي بالمحرق لأنه حرق بني تميم بالنار، وكان بنو دارم من تميم قد قتلوا أخاه أسعد بن المنذر، فحلف أن يقتل منهم مائة بالنار، فهجم عليهم يوم أوارة الثاني، وحمل له تسعة وتسعون فرماهم في النار، فعلا لهبها ودخانها، فرأى ذلك أحد البراجم، فظن أنها قرى، فأقبل إليها، فجيء به إلى عمرو فقال له: من تكون؟ فانتسب له، فقال عمرو: «إن الشقي وافد البراجم»، ثم تمم به المائة، ورمى به في النار. أمه هي هند بنت آكل المرار الكندي.

## حياته وحكمه
يصفه الأخباريون بأنه شديد وصارم وكان لا يبتسم ولا يضحك وقد وصفه الشاعر سويد بن حذّاق بأنه «يعتدي ويجور». بدأ حياته السياسية كزعيم على قبائل معد في منازلها في نجد في حياة والده. كان الحِمْيَريون ينافسونهم على تلك المناطق وحلفاء الحِمْيَريين هم مذحج وكندة، بينما كان حلفاء المناذرة هم معد، ومن بعد الحِميَّريين تولى أبرهة الأشرم منافسة المناذرة. وقعت عدة صدامات بين المناذرة وجيش أبرهة الذي سجل حربه في نقشين في موقع «مريغان» في تثليث أحدهما نشر حديثاً عام 2009 م. يذكر النقش الأول أنه في سنة 552 م هاجم أبرهة بنفسه معد وهزمها وأخذ من أبنائها رهائن لئلا يثوروا عليه، إلا أن عمرو بن هند كفلهم عنده فأقره أبرهة عليهم. ويفهم من المصادر الأجنبية أن عمراً كان قد أغار على بلاد الشام في سنة 563 م، وكان على عربها الحارث بن جبلة. والظاهر أن الباعث على ذلك كان امتناع الروم عن دفع ما كانوا يدفعونه سابقاً لعرب الفرس مقابل إسكاتهم عن مهاجمة الحدود. فلما عقد الصلح بين الفرس والروم سنة 562 م، وهدأت الأحوال، لم يدفعوا لابن هند ما تعودوا دفعه لوالده، فأثر امتناعهم هذا في نفسه، وطلب من الفرس مساعدته في استعادة الإتاوة. فلما طالت الوساطة، ولم تأت بنتيجة، هاجم تلك المنطقة، ثم أعاد الغارة في سنة 566 م وسنة 567 م على التوالي. وقد تولى قيادة هاتين الغارتين أخوه قابوس بن المنذر.
وقد عزا «مينندر» أسباب تلك الغارة إلى سوء الأدب الذي أبداه الروم تجاه رسول ملك الحيرة الذي ذهب إلى القيصر جستن الثاني لمفاوضته على دفع المال. وكان الروم قد أرسلوا رسولين قبل ذلك إلى الفرس للبحث في هذا الموضوع، أحدهما اسمه بطرس، والآخر اسمه يوحنا، غير أنهما أنكرا للفرس حق ملك الحيرة في أخذ إتاوة سنوية من الروم. فلما عومل رسول ملك الحيرة معاملة غير لائقة قام قابوس شقيق عمرو بتلك الغارتين. ويذكر أن عمرو بن هند جعل أخاه قابوس بن المنذر على البادية، ولم يعط أخاه «عمرو بن أمامة» شيئاً، وكان مغاضبًا له، فخرج «عمرو بن أمامة» إلى اليمن، فأطاعته مراد، وأقبل بها يقودها نحو العراق، ولكنها ثارت عليه. ثار عليه المكشوح وهو «هبيرة بن يغوث» فلما أحيط به ضاربهم بسيفه حتى قتل.
وفد عليه[بحاجة لتوضيح] من الشعراء أوس بن حجر وطرفة بن العبد.

## مقتله
هذه قصة مقتل ملك العرب عمرو ابن هند على يد عمرو بن كلثوم كما يرويها أبو عبيدة التيمي من كتاب «أيام العرب قبل الإسلام»:
فذكروا أن عمرو ابن هند، وأمه هند بنت الحارث بن حجر بن آكل المرار الكندي وأبوه المنذر بن ماء السماء اللخمي، هذا نسب أهل اليمن.
- قال الملك عمرو ابن هند ذات يوم لجلسائه: «هل تعلمون أن أحداً من أهل مملكتي يأنف أن تخدم أمه أمي؟»
- فقالوا: «لا ما خلا عمرو بن كلثوم فإن أمه ليلى بنت المهلهل أخي الملك كليب، وعمها الملك كليب، وهو وائل بن ربيعة وزوجها كلثوم». فسكت عمرو على ما في نفسه.

ثم بعث عمرو ابن هند إلى عمرو بن كلثوم يستزيره وأن تزور ليلى هنداً.
فقدم عمرو من البحرين في فرسان تغلب، ومعه أمه ليلى، فنزل شاطئ الفرات وبلغ عمرو ابن هند قدومه. فأمر بخيمة فضربت بين الحيرة والفرات وأرسل إلى وجوه مملكته فصنع لهم طعاماً ثم دعا الناس إليه فقرب إليهم الطعام على باب السرادق وهو وعمرو بن كلثوم وخواص من الناس في السرادق، ولأمه هند في جانب السرادق قبة وأم عمرو بن كلثوم معها في القبة.
- وقد قال عمرو ابن هند لأمه: «إذا فرغ الناس من الطعام فلم يبق إلا الطُرَف فنحّي خدمك عنك، فإذا دعوت بالطرف، فاستخدمي ليلى ومريها فلتناولك الشيء بعد الشيء» يريد طرف الفواكه وغير ذلك من الطعام.
- ففعلت هند ما أمرها ابنها حتى إذا دعا بالطرف قالت هند لـليلى: «ناوليني ذلك الطبق».
- قالت: «لتقم صاحبة الحاجة إلى حاجتها».
- فقالت: «ناوليني» وألحت عليها. فقالت ليلى: «واذلاه.... يا لتغلب».
- فسمعها ابنها عمرو بن كلثوم فثار الدم في وجهه والقوم يشربون. ونظر عمرو ابن هند إلى عمرو بن كلثوم، فعرف الشر في وجهه، وقد سمع قول أمه: «واذلاه يا لتغلب»، ونظر إلى سيف عمرو ابن هند، وهو معلق بالسُّرادق ولم يكن بالسرادق سيفٍ غيره فثار إلى السيف مصلتاً فضرب به رأس عمرو ابن هند فقتله ثم خرج فنادى:«يا لتغلب». فانتهبوا ماله وخيله وسبوا النساء ولحقوا بالجزيرة.

وقد كان المهلهل بن ربيعة وكلثوم بن عتاب أبو عمرو بن كلثوم اجتمعوا في بيت كلثوم على شراب، قال وعمرو يومئذ غلام وليلى أم عمرو تسقيهم فبدأت بأبيها المهلهل ثم سقت زوجها كلثوم بن عتاب ثم ردت الكأس على أبيها وابنها عمرو عن يمينها فغضب عمرو من صنيعها وقال:
فلطمه أبوه وقال: «يا لكع (أي يا أحمق)، بلى والله شر الثلاثة. أتجتري أن تتكلم بهذا الكلام بين يديّ؟». فلما قتل عمرو ابن هند قالت له أمه: «بأبي أنت وأمي، أنت والله خيرُ الثلاثة اليوم».
قال أفنون التغلبي في قتل عمرو بن كلثوم لعمرو بن هند:
وتذكر بعض المصادر البيت الأخير على شكل «لَعَمْرُكَ ما عَمْرُو بنَ هِنْد إِذَا دَعَا *** لِيُخْدِمَ أُمِّي أُمَّهُ بِمُوَفَّقٍ».
شكك طه حسين في قصة قتله من قبل عمرو بن كلثوم ، معللاً ذلك بأنه واضح النحل، ولا يمكن أن يكون شعراً جاهلياً، قال: «أحيط عمرو بن كلثوم في مولده ونشأته بل في مولد أمه بطائفة من الأساطير، لا يشك أشد الناس سذاجة في أنها لون من ألوان العبث والانتحال...أن عمرو بن كلثوم قد أحيط بطائفة من الأساطير جعلته إلى أبطال القصص أقرب منه إلى أشخاص التاريخ. ومع ذلك، فقد يظهر أنه وجد حقا، وكيف يستطيع قتل الملك وهو بين حرسه وداخل قصره والملك كان فارساً شجاعاً .